# Hermann Eichler (Maler)

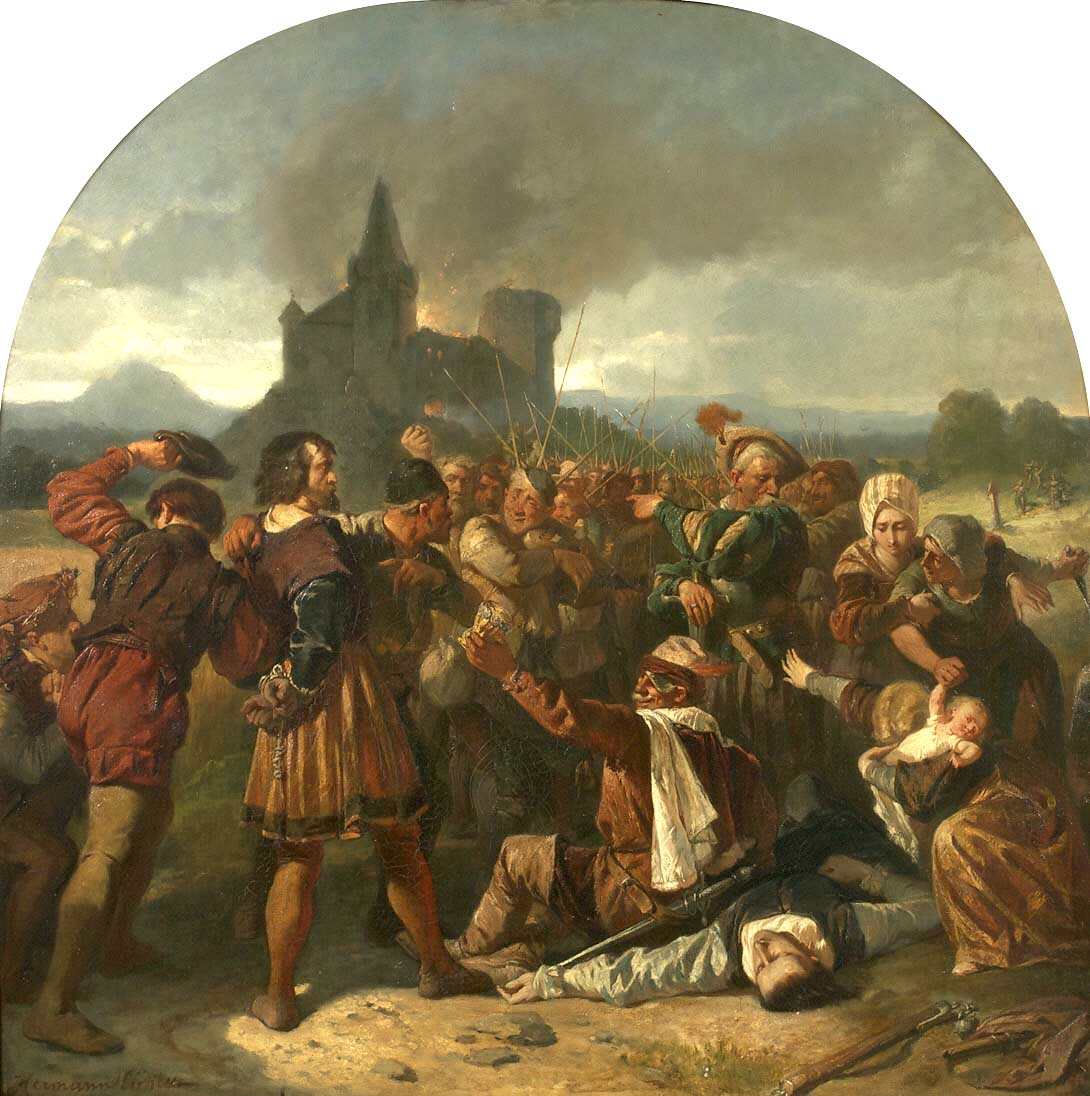
Episode aus dem deutschen Bauernkrieg – Graf Helfenstein am Fuße seiner brennenden Burg, von Bauern verhöhnt

Hermann Eichler (* 1839 in Wien; † 17. September 1901 ebenda) war ein österreichischer Porträt-, Genre- und Historienmaler.
Eichler studierte seit dem 18. Oktober 1856 an der Königlichen Akademie der Künste München. 1864 wurde er Privatschüler von Christian Ruben in Wien. Den Zeitraum von 1869 bis 1874 verbrachte er mit einem Studienaufenthalt in Rom, später war er in München tätig. 1892 kehrte Eichler nach Wien zurück.
Eichler war seit dem Jahr 1868 Mitglied des Wiener Künstlerhauses. Er nahm 1866 und später an Kunstausstellungen in Wien, Prag, Breslau und Berlin teil.
Eichler schuf Porträts, Historien-, Landschafts- und Genrebilder. Für die Wiener Ulrichskirche malte er 1870 das Altarbild „Abschied der Apostel Petrus und Paulus“.